# Master and Commander – Bis ans Ende der Welt
Master and Commander – Bis ans Ende der Welt (Originaltitel: Master and Commander: The Far Side of the World) ist ein Film von Peter Weir aus dem Jahr 2003, der auf Motiven aus dem Roman Manöver um Feuerland (im Original: The Far Side of the World) und anderen Büchern der Aubrey-Maturin-Serie von Patrick O’Brian beruht. Im Mittelpunkt stehen, neben dem Duell zweier Kriegsschiffe und den unterschiedlichen Persönlichkeiten des Kapitäns und des Schiffsarztes, das raue Leben auf See, der Mikrokosmos auf dem Schiff und der Kampf des Individuums gegen die Naturgewalten.

## Handlung
Während der Napoleonischen Kriege um 1805 wird das britische Kriegsschiff Surprise unter dem Kommando von Kapitän Jack Aubrey beauftragt, das französische Kaperschiff Acheron abzufangen. Die Surprise wird jedoch vor der brasilianischen Küste von der überlegenen Acheron im Nebel überraschend angegriffen und entkommt – schwer beschädigt – nur knapp, indem sie sich von ihren Ruderbooten in eine Nebelbank ziehen lässt.
Entgegen dem Rat seiner Offiziere, wohl aber dem Befehl der britischen Admiralität folgend, lässt der von der Mannschaft „Lucky Jack“ genannte Kapitän die Verfolgung der Acheron aufnehmen. Dem Instinkt Aubreys setzt der als Schiffsarzt amtierende Biologe Stephen Maturin den Intellekt eines modernen Wissenschaftlers entgegen, was immer wieder zu Spannungen zwischen den beiden Freunden führt. Einmal gelingt es den Franzosen noch, Aubrey einen Hinterhalt zu stellen. Die Surprise entkommt mit einer List, indem Aubrey nachts ein mit Laternen beleuchtetes Floß als Köder absetzt und die Franzosen diesem statt der Surprise folgen. Diese Zeit nutzt Aubrey zur Flucht, dann übernimmt er selbst die Rolle des Verfolgers.
Während der Umrundung Kap Hoorns fallen sie wegen eines Mastbruchs zurück. Hierbei ist Aubrey gezwungen, einen Mast und einen Seemann zu opfern, um das Schiff zu retten. Aubrey vermutet, dass die Acheron Kurs auf die Galápagos-Inseln nimmt. Dort verpasst er die Franzosen vermeintlich knapp und bleibt wegen einer Flaute zurück. Aubrey kann die Disziplin seiner abergläubischen Mannschaft nur durch hartes Durchgreifen aufrechterhalten. Der sensible Fähnrich Hollom, den die Mannschaft zum Sündenbock für die Pechsträhne macht, wird von der Feindseligkeit in den Suizid getrieben. Nachdem die Flaute endet, nimmt die Surprise wieder Kurs auf die Galápagos-Inseln. Maturin, der versehentlich an Bord bei einer Übung angeschossen worden ist und sich selbst notoperiert hat, erhält von Aubrey die Erlaubnis, sich auf den Inseln zu erholen und diese nebenbei zu erforschen. Als der Schiffsarzt, ein leidenschaftlicher Forscher, mit seinen Helfern Tiere und Pflanzen sammelt, entdeckt er überraschenderweise das feindliche Schiff in einer Bucht ankern. Kurz entschlossen eilen sie zur Surprise zurück, wobei sie das meiste des gesammelten Materials zurücklassen.
Maturin berichtet Aubrey vom Ankerplatz des französischen Schiffes. Unter den wenigen mitgebrachten Fundstücken Maturins befindet sich auch eine Stabheuschrecke, die sich als harmloser Zweig getarnt vor ihren Feinden schützen kann. Das inspiriert den Kapitän, der Acheron eine Falle zu stellen, indem er die Surprise als Walfänger tarnt. Der Plan gelingt und als das französische Kaperschiff die vermeintlich leichte Beute nach kurzer Verfolgung aufzubringen versucht, können die Engländer die überraschten Franzosen entern und im Nahkampf besiegen. Der französische Schiffsarzt zeigt Aubrey den im Kampf gefallenen Kapitän und überreicht ihm dessen Säbel; es sei dessen letzter Wille gewesen.
Aubrey schickt die notdürftig reparierte Acheron unter dem Kommando seines ersten Offiziers Tom Pullings nach Valparaíso in Chile. Als Maturin kurz darauf beläufig bedauert, dass auf der Acheron kein Arzt für all die Verwundeteten da ist, entlarvt sich die List des französischen Kapitäns, der nicht gefallen ist, sondern sich als Schiffsarzt ausgegeben hat. Da er die Acheron gewiss bald wieder unter seine Kontrolle gebracht haben wird nimmt Aubrey sofort die Verfolgung wieder auf. Die Jagd geht weiter.

## Hintergrund
- Im zugrunde liegenden Roman Manöver um Feuerland verfolgt die HMS Surprise während des Krieges von 1812 die US-amerikanische Fregatte USS Norfolk und nicht die französische Acheron. Es wird im Film dargestellt, dass die Acheron in den USA gebaut und von den Franzosen gekauft wurde. Tatsächlich war die Vorlage der Filmkulisse der Acheron die US-Fregatte Constitution, die noch heute in den Vereinigten Staaten als Symbol des US-Schiffbaus angesehen wird.

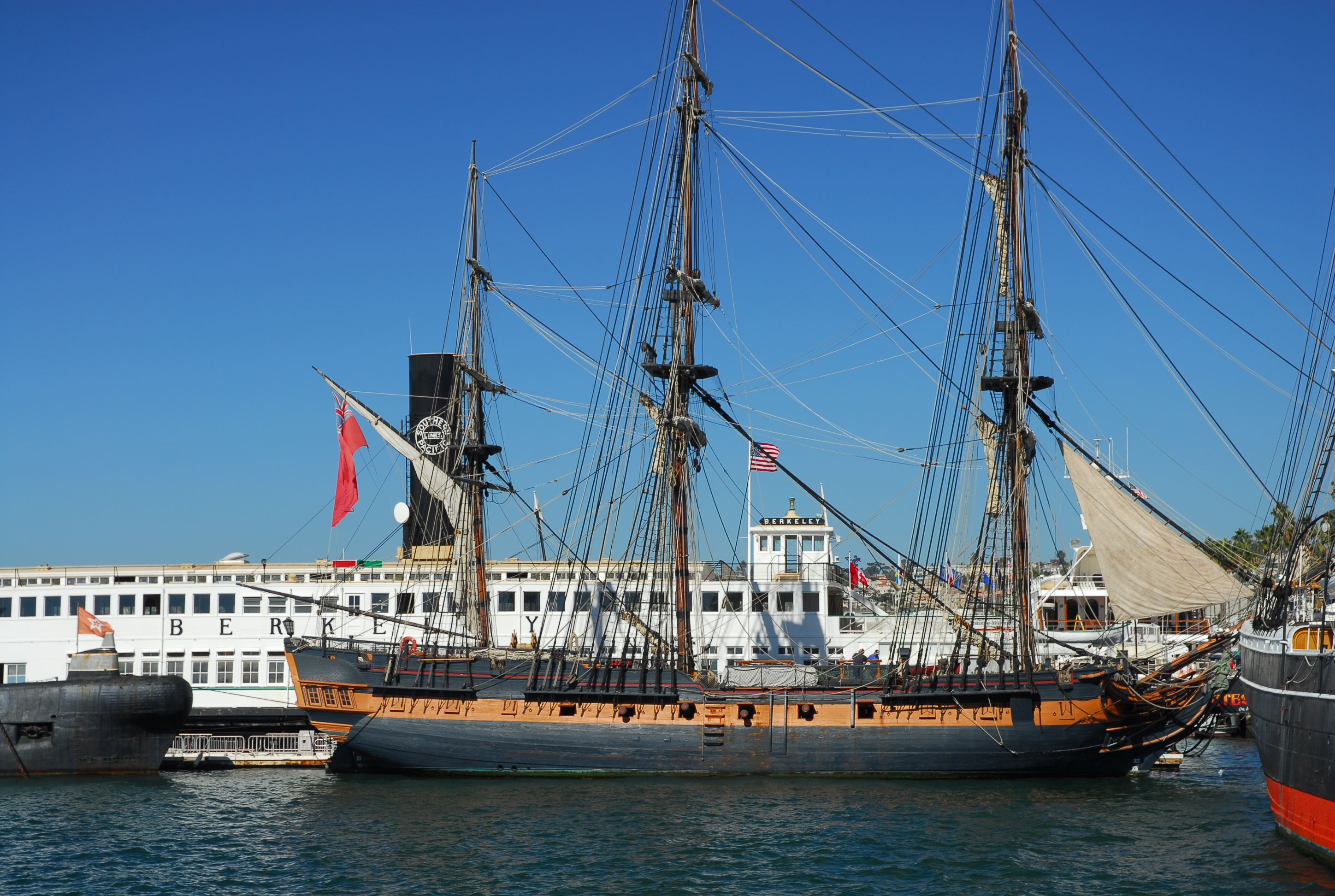
Die Surprise im Maritime Museum of San Diego

- Das Filmschiff ist die Nachbildung des britischen Kriegsschiffes HMS Rose aus dem 18. Jahrhundert und wurde für den Film von 20th Century Fox aufgekauft und umgebaut. Es liegt heute unter dem Namen Surprise im „Maritime Museum of San Diego“. Daneben wurde noch eine direkte Kopie dieses Schiffes im Maßstab 1:1 auf schwenkbaren Auslegern in einem künstlichen Becken errichtet.
- Russell Crowe und Paul Bettany lernten für diesen Film die gezeigten Violin- bzw. Cello-Stücke griffsynchron zum Playback der Profimusiker zu „spielen“, was beim zweiten Solo des Captains am Filmende einen überraschend perfekten Eindruck erzeugte. Ein besonderer Kunstgriff im Film ist, die Musikstücke intradiegetisch, also als Szenenbestandteil, zu beginnen und sie in extradiegetische Filmmusik gleiten zu lassen. Zu hören sind u. a. Boccherini (Nachtmusik auf den Straßen von Madrid Nr. 6), Mozart (Violinkonzert Nr. 3), Johann Sebastian Bach (Prélude aus der ersten Cello-Suite), Corelli (Adagio aus dem Weihnachtskonzert) und Vaughan Williams (Fantasia on a Theme by Thomas Tallis).
- Die Kampfszenen übernahmen die Darsteller alle selbst. Zuvor hatten sie den klassischen Drill der britischen Marine mit Entermesser, Säbel, Degen und Singlestick erhalten. Russell Crowe musste als erfahrener Kommandant des Schiffes dabei am meisten trainieren, während Paul Bettany so trainiert wurde, dass er als Schiffsarzt und Naturwissenschaftler möglichst weniger geschickt erschien (das Romanvorbild Dr. Maturins ist allerdings ein exzellenter Fechter und Pistolenschütze). Auch die Übungen zum seemännischen Geschick an Bord, das Laden der Kanonen, Manövrieren etc. wurde der Mannschaft fachmännisch beigebracht.
- Die Rolle des Arztes Maturin macht direkte Bezüge zu Charles Darwin, besonders deutlich in den ausführlichen Filmszenen auf den Galápagos-Inseln, die für Darwin auf seiner Reise mit der Beagle (allerdings erst ab 1831) zum bestimmenden Erlebnis auf dem Weg zu seiner Evolutionstheorie wurden. Maturin stellt anhand der Gespenstschrecke die Frage, ob sich Tierarten nicht an die Gegebenheiten anpassen würden.

## Synchronisation
| Darsteller        | Sprecher              | Rolle                                               |
| ----------------- | --------------------- | --------------------------------------------------- |
| Russell Crowe     | Thomas Fritsch        | Capt. Jack Aubrey, Kapitän (commander) der Surprise |
| Paul Bettany      | Viktor Neumann        | Dr. Stephen Maturin, Schiffsarzt                    |
| James D’Arcy      | Marius Clarén         | 1. Lt. Tom Pullings                                 |
| Edward Woodall    | Tobias Meister        | 2. Lt. William Mowett                               |
| Patrick Gallagher | Karl Schulz           | Awkward Davies, Vollmatrose                         |
| Billy Boyd        | Stefan Krause         | Barrett Bonden, Steuermann                          |
| Ousmane Thiam     | Frédéric Vonhof       | Black Bill, Killicks Gehilfe                        |
| Thierry Segall    | Patrice Luc Doumeyrou | französischer Kapitän der Acheron                   |
| Chris Larkin      | Bodo Wolf             | Hauptmann Howard, Royal Marines                     |
| Lee Ingleby       | Gerrit Schmidt-Foß    | Hollom, Fähnrich (midshipman)                       |
| George Innes      | Jochen Schröder       | Joe Plaice, Vollmatrose                             |
| Bryan Dick        | Marcel Collé          | Joseph Nagle, Lambs Zimmermannsgehilfe              |
| William Mannering | Johannes Berenz       | Michael „Faster“ Doudle, Vollmatrose                |
| Richard McCabe    | Bernd Vollbrecht      | Mr. Higgins, Schiffsarzthelfer (surgeon's mate)     |
| Mark Lewis Jones  | Alexander Herzog      | Mr. Hogg, Segelmeister des Walfängers Albatross     |
| Ian Mercer        | Bernd Schramm         | Mr. Hollar, Bootsmann                               |
| Robert Pugh       | Roland Hemmo          | Mr. John Allen, Segelmeister (master)               |
| Tony Dolan        | Detlef Bierstedt      | Mr. Lamb, Zimmermann                                |
| Alex Palmer       | Thomas Petruo         | Nehemiah Slade, Vollmatrose                         |
| John DeSantis     | Rainer Doering        | Padeen, Schiffsarzthelfer (loblolly boy)            |
| Max Benitz        | David Turba           | Peter Myles Calamy, Fähnrich                        |
| David Threlfall   | Jan Spitzer           | Preserved Killick, Steward                          |
| Max Pirkis        | Filipe Pirl           | William Blakeney, Fähnrich                          |
| Joseph Morgan     | Robin Kahnmeyer       | William Warley, Kapitän der Mizzentop               |
| Richard Pates     | Arda Vural            | Williamson, Fähnrich                                |

## Rezeption
Auf IMDb hat der Film eine durchschnittliche Bewertung von 7.5 von 10 Sternen.

„Aufwändig inszeniertes Seeabenteuer, dessen Detailgenauigkeit und visuelle Effekte ebenso überzeugen wie die psychologische und darstellerische Präzision. Ein fesselnder, herausragender Film seines Genres.“

„Nichts von alledem ist ‚real‘, und dennoch glaubt man jedes Bild. Das ist nicht das Wunder der digitalen Technologie, es ist das Wunder dieses Films. Denn Peter Weir hat sich nicht auf die Computer verlassen. Er hat sich auf die Geschichte verlassen.“

Roger Ebert gab dem Film seine Höchstwertung von vier Sternen und schrieb: „Peter Weirs Master and Commander ist ein überschäumendes Seefahrer-Abenteuer von ungewohnter Intelligenz; wir werden an aufwendig produzierte Klassiker aus einer Zeit vor seelenlos am Computer produzierter Action erinnert. Basierend auf den beliebten Romanen von Patrick O’Brian lässt der Film die Welt der britischen Marine um ca. 1805 so detailliert und intensiv wiederauferstehen, dass die Seeschlachten zur Bühne für Persönlichkeiten und Charaktere werden.“

## Ausstrahlung in Deutschland
Master and Commander – Bis ans Ende der Welt wurde als Free-TV-Premiere am 17. Dezember 2006 auf RTL ausgestrahlt. Diese verfolgten insgesamt 4,37 Millionen Zuschauer bei einem Marktanteil von 13,0 Prozent. In der werberelevanten Zielgruppe konnten 18,5 Prozent Marktanteil erreicht werden.

## Auszeichnungen
- 2004: National Society of Film Critics Award für die beste Kamera (Russell Boyd)
- 2004: Preis der US-amerikanischen Cinema Audio Society für den besten Tonschnitt (Paul Massey, Doug Hemphill, Art Rochester)
- 2004: Golden Satellite Award für den besten Tonschnitt (Richard King, Paul Massey, Doug Hemphill, Art Rochester) und die besten visuellen Effekte (Stefen Fangmeier, Nathan McGuinness, Robert Stromberg, Daniel Sudick)
- 2004: Golden-Globe-Nominierungen in den Kategorien bestes Filmdrama, beste Regie und bester Hauptdarsteller – Drama (Russell Crowe)
- 2004: Golden Reel Award der US-amerikanischen Motion Picture Sound Editors (Richard King, Christopher Flick, Michael W. Mitchell, Hamilton Sterling)
- 2004: Evening Standard British Film Award für den besten Darsteller (Paul Bettany) und besten Nachwuchsdarsteller (Max Pirkis)
- 2004: 24. London Critics Circle Film Award für den besten Film, besten britischen Darsteller (Paul Bettany) und das beste Drehbuch (Peter Weir und John Collee) jeweils für 2003
- 2004: Visual Effects Society Award in der Kategorie beste Komposition für die Tricktechnik des Sturms
- 2004: British Academy Film Award für die beste Regie, die besten Kostüme (Wendy Stites), Schnitt (Richard King, Doug Hemphill, Paul Massey, Art Rochester) und Szenenbild (William Sandell), vier weitere Nominierungen
- 2004: Oscars für die beste Kamera (Russell Boyd) und den besten Tonschnitt (Richard King), acht weitere Nominierungen: Bester Film, Beste Regie, Bestes Szenenbild, Bester Sound, Beste Kostüme, Bester Schnitt, Beste visuelle Effekte, Bestes Makeup
- 2004: Young Artist Award für den besten Jungdarsteller in einem internationalen Film (Max Pirkis)
- 2004: australischer Screen Music Award für den besten Film-Soundtrack
- Die Deutsche Film- und Medienbewertung FBW in Wiesbaden verlieh dem Film das Prädikat besonders wertvoll.

## Fortsetzung
Unter anderem wegen des unbefriedigenden Einspielergebnisses auf dem US-Markt wurde von den Filmstudios von einer Fortsetzung abgesehen. Zwar existierte bereits ein fertiges Drehbuch, das auf dem elften Roman der Serie, Hafen des Unglücks, basierte, und auch Russell Crowe bekundete sein Interesse, erneut die Hauptrolle zu übernehmen. Dennoch wurde einer möglichen Produktion kein grünes Licht gegeben.